# Chlorophorus javanus
Chlorophorus javanus är en skalbaggsart som beskrevs av Maurice Pic 1943. Chlorophorus javanus ingår i släktet Chlorophorus och familjen långhorningar. Inga underarter finns listade i Catalogue of Life.